# Révai Gábor
Révai Gábor (Budapest, 1947. május 13. – Budapest, 2020. november 7.) magyar író, műfordító, Révai József fia.

## Életpályája
Anyja Grünwald Lívia, apja Révai József kommunista politikus.
1968-ban politikai per folyt ellene, felfüggesztett börtönt kapott, és eltávolították az egyetemről. 
Diplomáját az Eötvös Loránd Tudományegyetemen 1973-ban filozófiából szerezte. A Kádár-rendszerben nem tudott elhelyezkedni, ezért szabadúszó műfordítóként, a Művészeti Alap tagjaként dolgozott.
Filozófiai műveket fordított (Lukács, Hegel, Schelling), majd szépirodalmat (Patrick Süskind, Thomas Bernhard, Friedrich Dürrenmatt, Stanislaw Lem).
Az 1990-es évek elejétől a Fővárosi Önkormányzat sajtófőnöke, később a Budapesti Újság főszerkesztője, a Magyar Könyvklub elnök-vezérigazgatója, majd a Révai Digitális Kiadó tulajdonos-ügyvezetője volt.

## Művei
Az ezredforduló után megjelent művei:
- Mesterek. Beszélgetések a világról és a túlvilágról Müller Péterrel és Popper Péterrel; riporter Révai Gábor; Jonathan Miller Kft., Bp., 2003
- Isten arcai (Jonathan Miller Kft, 2004)
- Beszélgetések nem csak gyerekekről – Ranschburg Jenővel és Vekerdy Tamással (Park Könyvkiadó, 2007)
- Beszélgetések nem csak tudományról – Csányi Vilmos etológussal és Lukács Béla fizikussal (Corvina, 2008)
- Mesterek – Beszélgetések a világról és a túlvilágról Müller Péterrel és Popper Péterrel (Corvina, 2008)
- Beszélgetések nem csak jogról – Bárándy Györggyel és Sárközy Tamással (Corvina, 2009)
- Beszélgetések nem csak szexről – Lux Elvirával, Mohás Líviával és fiatalokkal (Corvina, 2009)
- A kisközösségekről (Kalligram, 2010)
- Kornis Mihály: Hol voltam, hol nem voltam; kérdező Révai Gábor; Pesti Kalligram, Bp., 2011
- Bemutatkozásaim története (Kalligram, 2012)
- Beszélgetések nem csak gyerekekről Ranschburg Jenővel és Vekerdy Tamással; riporter Révai Gábor; 2. bőv. kiad.; Saxum, Bp., 2013
- Beszélgetések az elmúlásról – Csányi Vilmossal és Vekerdy Tamással (Libri Kiadó, 2015)
- Beszélgetések a függőségről – Demetrovics Zsolttal, Máté Gáborral és Szummer Csabával (Libri Kiadó, 2016)
- Beszélgetések a szerelemről és a szeretetről – Csányi Vilmossal és Bánki Györggyel (Libri Kiadó, 2018)
- Beszélgetések a baloldaliságról – Heller Ágnessel és Tamás Gáspár Miklóssal (Libri Kiadó, 2019)
- Balatoni horgásztörténetek; szerzői, Balatongyörök, 2019
- Változó múltjaink – Beszélgetések Gyáni Gáborral és Ungváry Krisztiánnal (2020)